# Lord grand intendant
Pour les articles homonymes, voir Lord grand intendant (homonymie) et Steward.
Ne pas confondre avec le Lord-intendant (Lord Steward), officiel de la Cour et membre du Cabinet
Le lord grand intendant (Lord High Steward) est l'un des plus importants hauts fonctionnaires supérieurs du gouvernement britannique. En tant que premier grand officier d'État du Royaume-Uni, il est supérieur dans l'ordre de préséance au lord grand chancelier (Lord High Chancellor).
La fonction est vacante depuis 1421, mais elle est réinstaurée ponctuellement les jours de couronnement.

## Historique
Alors que la fonction était initialement honorifique, le pouvoir de son porteur devint de plus en plus fort au sein du Royaume. À la fin du XIIe siècle, l'office était considéré comme appartenant au comté de Leicester. Lorsque la maison de Lancastre accéda au Trône en 1399, Henri IV fit de son second fils Thomas de Lancastre, lord grand intendant. Celui-ci tint le poste jusqu'à sa mort en 1421.
Depuis 1421, le titre de lord grand intendant était généralement attribué temporairement soit pour un jour de couronnement, soit pour les procès des pairs à la Chambre des lords, que le lord grand intendant présidait. Les procès des pairs par leurs pairs ont été abolis en 1948, alors que les procès de l'impeachment ne sont pas abolis (bien qu'ils soient aujourd'hui obsolètes). Depuis 1666, le lord grand chancelier (Lord Chancellor) occupe ses fonctions.
À l'opposé, lord grand intendant d'Irlande est un titre héréditaire, aussi connu sous le nom de grand sénéchal héréditaire (Hereditary Great Seneschal), investi par le comte de Shrewsbury, Waterford et Talbot.

## Liste des lords grands intendants

### Lords grands intendants d'Angleterre, 1186-1421
- Robert, 2e comte de Leicester, 1154-1168
- Robert Blanchemains, 3e comte de Leicester, 1168-1190
- Robert FitzPernel, 4e comte de Leicester, 1190-1204
- Simon de Montfort, 5e comte de Leicester, 1206-1218
- Simon de Montfort, 6e comte de Leicester, 1218-1265
- Edmond, 1er comte de Lancastre, 1265-1296
- Thomas, 2e comte de Lancastre, 1296-1322
- Henry, 3e comte de Lancastre, 1324-1345
- Henry de Grosmont, duc de Lancastre, 1345-1361
- Jean de Gand, 1er duc de Lancastre, 1362-1399
- Henri de Bolingbroke, 2e duc de Lancastre, 1399
- Thomas de Lancastre, 1er duc de Clarence, 1399-1421

### Lords grands intendants d'Angleterre lors descouronnements, 1422-aujourd'hui
- Le duc de Buckingham, 1509
- Le Lord Russell, 1547
- Le comte de Derby, 1553
- Le comte de Nottingham, 1603
- Le duc d'Ormonde, 1661
- Le duc d'Ormonde, 1685
- Le comte de Devonshire, 1689
- Le duc de Devonshire, 1702
- Le duc de Grafton, 1714
- Le duc de Dorset, 1727
- Le comte Talbot, 1761
- Le marquis de Anglesey, 1821
- Le duc de Hamilton, 1831
- Le duc de Hamilton, 1838
- Le duc de Marlborough, 1902
- Le duc de Northumberland, 1911
- Le marquis de Salisbury, 1937
- Le vicomte Cunningham de Hyndhope, 1953
- Le général Gordon Messenger, 2023[1]

### Lords grands intendants d'Angleterre lors desprocèsdespairs, 1422-aujourd'hui
- Le duc de Buckingham, au procès du duc de Clarence, 1478
- Le comte d'Oxford, au procès du comte de Warwick, 1499
- Le duc de Norfolk, au procès du duc de Buckingham, 1521
- Le duc de Norfolk, au procès d'Anne Boleyn, 1536
- Le Lord Audley de Walden, au procès du Lord Montagu et du marquis d'Exeter, 1538
- Le Lord Audley de Walden, au procès du Lord Dacre, 1541
- Le comte d'Arundel, au procès du Lord Stourton, 1557
- Le marquis de Northampton, au procès du Lord Wentworth, 1559
- Le comte de Shrewsbury, au procès du duc de Norfolk, 1571
- Le comte de Derby, au procès du comte de Arundel et de Surrey, 1589
- Le Lord Buckhurst, au procès du comte d'Essex, 1601
- Le comte d'Arundel et de Surrey, au procès du comte de Strafford, 1641

Le lord chancelier occupe les fonctions du lord grand intendant
- Le Comte de Clarendon, lord chancelier au procès du Lord Morley, 1666
- Le Lord Finch, lord chancelier au procès du Lord Cornwallis, 1676
- Le Lord Finch, lord chancelier au procès du comte de Pembroke
- Le Lord Finch, lord chancelier au procès du comte de Danby, 1679
- Le Lord Finch, lord chancelier au procès des comte de Powis, vicomte Stafford, Lord Arundell de Wardour, Lord Petre et Lord Belasyse, 1679
- Le Lord Finch, lord chancelier au procès du vicomte Stafford, 1680
- Le Lord Jeffreys, lord chancelier au procès du Lord Delamere, 1685
- Le marquis de Carmarthen, lord président du Conseil au procès du Lord Mohun, 1693
- Le Lord Somers, lord chancelier au procès du comte de Warwick et du Lord Mohun, 1699
- Le Lord Cowper, lord chancelier au procès des comte de Derwentwater, Lord Widdrington, comte de Nithsdale, comte de Carnwath, vicomte Kenmure et Lord Nairne, 1716
- Le Lord Cowper, lord chancelier au procès du comte de Winton, 1716
- Le Lord Cowper, lord chancelier au procès du comte d'Oxford et de Mortimer, 1717
- Le Lord King, lord chancelier au procès du comte de Macclesfield, 1725
- Le comte de Hardwicke, lord chancelier au procès des Comte de Kilmarnock, Comte de Cromartie et Lord Balmerinoch, 1746
- Le comte de Hardwicke, lord chancelier au procès du Lord Lovat, 1747
- Le Lord Henley, lord du sceau privé au procès du comte Ferrers, 1760
- Le comte de Northington, lord chancelier au procès de la duchesse de Kingston, 1765
- Le Lord Thurlow, lord chancelier au procès de Warren Hastings, 1788-1793
- Le Lord Loughborough, lord chancelier au procès de Warren Hastings, 1793-1795
- Le Lord Erskine, lord chancelier au procès du vicomte Melville, 1806
- Le Lord Denman, lord chef de la Justice d'Angleterre et du Pays de Galles au procès du comte de Cardigan, 1841
- Le comte de Halsbury, lord chancelier au procès du comte Russell, 1901
- The Vicomte Hailsham, lord chancelier au procès du Lord de Clifford, 1935 : dernier procès de pairs à la Chambre des Lords